# マハーポーシャ
マハーポーシャは、かつてオウム真理教の関連会社である株式会社マハーポーシャが経営していた、PC/AT互換機の自社組立てパソコン、いわゆる「ホワイトボックスパソコン」を販売していた店舗、およびそのショップブランドの名称である。
掛け声を交えたチラシ配りを、千代田区外神田の路上で通行人の目を引くようにして行い、他社と比較して大幅な安値でPCを販売したことで、秋葉原に通う者の間で有名になった。1990年代前半に最盛期を迎え、1995年の地下鉄サリン事件を機に休業し、2002年に廃業した。
同社はパソコンの店舗販売のほか、ラーメン店「うまかろう安かろう亭」を経営していた。

## 概要
「マハーポーシャ」の社名は社長である麻原彰晃が直々に命名したものである。掛け声を交えたチラシ配りを秋葉原の路上で通行人の目を引くようにして行い、修行の名目でオウム真理教の信者を働かせることで人件費を完全に無くし、他社よりも大幅な安値でPCを販売したため、営業当時は秋葉原に通う者の間で有名であった。
東京南青山・秋葉原・大阪でんでんタウン・京都・名古屋大須商店街・札幌など日本国内に6店舗点在していた。また、中華民国台北市には「大繁栄」（マハーポーシャの訳語）という支局が、オーストラリアの西オーストラリア州には不動産会社「マハーポーシャ・オーストラリア」が設立されていた。オーストラリア支局では、同会社名義で1993年7月に牧場を約50万オーストラリア・ドル（約3000万円）で購入の上、大量の薬品類を持ち込み、化学物質を製造し、それらを使って羊に対する毒性の実験を行っていたとされている。西オーストラリア州警察は同牧場で羊の死骸を発見し、土壌からサリン残留物のメチルホスホン酸を検出した。
経営主体の株式会社マハーポーシャの事務所は、当時東京都港区南青山にあったオウム真理教の当時の本部事務所と同じビルに置かれていた。
登記簿の記載によれば、株式会社マハーポーシャは1992年1月14日に設立。資本金3000万円。一連の事件後は役員変更の登記が全くなされていなかった。2002年10月の法務省による休眠会社の整理のため、旧商法第406条ノ3の規定により同年12月3日付で解散したとみなされた。みなし解散から既に3年以上が経過しているので、もはや会社の継続は不可能となり、みなし解散から10年が経過した2012年12月3日、法人格が消滅した。
出家し俗世を捨てたはずの人間がどうして実社会で商売ができるのか、という疑問に対し、働くことも立派な修行の一つ"ワーク"であると説く教義がオウム真理教には存在した。後に土谷正実は法廷でその矛盾を問われ、「当初は尊師から化学のワークをするように言われ、1991年の11月下旬には学生班にいましたが、電話で急に呼び出され『私の見たヴィジョンでは、1997年から日本の崩壊は始まる。そこで君たちが現世で学んできたことを、村井に貸してやってくれないか』と言われたのが最初です」と答えた。このように、当初は布教や無報酬の奉仕活動が中心であったはずのワークが、麻原の予言、救済の名のもとに内容が変化していった。土屋のように専門知識を持った信者がオウム内部には多種多様に存在し、麻原は巧みにこれを利用した。教団医師であった林郁夫には「国からもお布施をさせなさい」と命じ、医療費の不正請求まで行わせていた。現世で体得した専門能力を発揮することで、資金確保には不自由しなくなった。この志向は麻原の逮捕収監後も、金儲けシステムとして機能し続け、教団の維持を助けた。
特に、パソコンショップの売上げは公安調査庁の調べでは年間70億円に上り、純利益は20億円に迫るものであった。コンピューター部門には、出家信者約200人が配属され、その頂点に立つのは野田成人であった。しかし、野田は名目上の責任者であり、部門を実質上取り仕切っていたのはホーリーネーム「ナンディア」ことS.Yであったが、その商才は教団内でも一目置かれていた。その配下には、出家前までは富士通技術職社員であったS.Tをはじめ、直属の精鋭部隊"ナンディア・グループ"が組織されていた。このグループがコンピューター部門を担う実質上の中枢部であった。ここからさらに商品管理、通販管理、メンテナンス、工場や店舗などの部門に細分化し、いくつかのダミー会社をも運営しながら、コンピューター事業は成り立っていた。秋葉原では『PCレボ』『ザ・グレイスフル』『NetBank』の3店舗を構えていた。当初、教団はこれらの店舗との関連を否定していたが、1999年9月29日の「教団休眠宣言」の会見席上で、記者のパソコンショップの営業は続けるかの質問に対して、荒木広報副部長が「パソコン事業は対外活動とは別に、営業を続ける」旨を明言したことで、その関連を認める形となった。

## 経営手法
他のショップブランドのホワイトボックスパソコンと同様に、中華民国・中華人民共和国などから部品を輸入して組み立てる手法であったが、信者が修行の名目で無報酬で組み立てていたので人件費が極端に安かった。そのため、他店よりも割安であるにもかかわらず営業利益は大きく、これらがオウムの資金源の1つになったと言われる。組み立ての実作業は山梨県西八代郡上九一色村（現在の南都留郡富士河口湖町）や埼玉県八潮市にあったサティアンで行われていた。
注文は現金前払で納期2〜3週間がルールであり、現金の持ち合わせのない客からは「クレジット申込書」を預かり、PC受取時に現金と引き換えに返却することで、代金の取りはぐれのないシステムを確立していた。
完成品のほかにパーツ単位での販売も行っていた。

### サポート
信者が同時に客からのクレームなどに対応していた。しかしサポート能力はあまり高くなかったとされ、オウム真理教関連店であることや、メーカー保証が期待できないことを恐れないパソコンマニアたちによく利用されていた。
一方、接客は丁寧であったという評判もある。
1993年から1994年ごろにかけて、ユーザーサポートのためにパソコン通信の掲示板を開設していたことがある。しかし、掲示板の管理者が意図的に書き込みを削除・改竄（）する、悪質なユーザーによって悪戯書きが横行するなど、荒廃が進んでいた。このときに掲示板に参加した人々によって、一般人によるオウム真理教関連店の観察を行う団体「マハーポーシャ同窓会」が結成されることとなった。

### 宣伝活動
秋葉原では「DOS/Vハット」と称するPCを模した帽子をかぶった信者による派手なビラ配りが知られ、ビラは「マハーポーシャ新聞」などと称されていた。数人で組になり、「DOS/Vパソコンが」（リーダー）「激安だー」（全員）、あるいは「激安激安」（リーダー）「激安だー」（全員）という独特のリズムの掛け声とともにお辞儀をしながらビラを配る姿は、一時期秋葉原裏通りの名物となっていた。大阪でんでんタウンの恵美須町駅入口でも「ビラまき三銃士」と呼ばれる信者が盛んにビラ配りを行っていた。
最盛期には、新聞によく似た外見で10ページ以上あるPR冊子「THE COMPUTER!（ザ・コンピュータ!）」を通りで無料配布していた。広告のほか、パソコン関連のニュース、Microsoft Windows操作のノウハウ、仕事上の裏話、漫画「DOS/V仮面」などの内容であり、記事だけを見る限りでは宗教的な色彩は全くなかった。しかし、広告ページには宗教的な独自ブランド名を付したショップブランド・パソコンの宣伝があるなど、他の一般的なパソコン広告誌とは異なる雰囲気を漂わせていた。

## 歴史
当初は南青山店のみの営業で、秋葉原の路上で獲得した客を南青山まで誘導していた。その後、前述のとおり海外を含む数か所に店舗を広げていった。
マハーポーシャは1995年暮れまでに全店閉店し、入れ替わりにTrisal（）、The Graceful（）、PC Bank（）の3店が秋葉原にて営業を開始するようになった。また1997年にはNet Bank（）が開店し、時を同じくして西新宿にてソルブレインズという店舗が営業を開始した。
各店舗に共通する状況として「ViewTopブランド（BRITEK ELECTRONICS製）のビデオカード」を前面に押し出して販売するという特色があった。トライサル、ザ・グレイスフル、ピーシーバンクの3店はいつも同じ場所でビラ配りや宣伝を行っていたが、3店のビラに掲載されている値段表を見比べると、同一商品について1円単位の端数まで一致していることが珍しくなかった。
これらの店は、開店当初からマハーポーシャの後継店であるとマハーポーシャを知る人間の間で疑われていたが、店側はそのようなことは一切ないとして、マスコミや警察を批判した。だが、トライサル店長の逮捕や、警察からの強制捜査を経て、2000年1月までにすべての店が閉店した。閉店に際しては、店のシャッターに閉店までの簡単な経緯と捜査の不当を訴える張り紙が貼り出された。
オウム真理教内ではコンピュータ事業部門はCMPと呼ばれ、オウム事件後の1990年代末期でも1日500万円を稼いだ店舗もあった。他店ならば2万円する代物が1万3000円で買えるなど、事件後も根強い人気があった。これらの収益は、物件の購入や教団内で1999年に来ると信じられていたハルマゲドンに備えるためのシェルター建設に使われた。
2000年7月、オウム真理教事件被害者への弁済を目的として、Y2PC（）というパソコンショップが東京都台東区北上野に開店した。代表取締役に映画監督の山際永三と山中幸男が就任し、従業員はすべてオウム真理教の信者であった。2002年にインターネット販売専門となり、2005年1月31日までパソコンの販売を続けた。翌2月1日から同店のウェブサイトはアフィリエイトサイトとなっていたほか、山際は同一住所で株式会社ウィズテックという社名でパソコンハードウェア販売卸売業を行っており、同社は2000年に設立されたと記載があるが詳細な沿革は不明である。

## エピソード
- 開店当初は店舗で香が焚かれており、僧侶風の店員により営業されていた。女性店員がすっぴんであることも特徴だった。
- 当時、マハーポーシャを取材していたクーロン黒沢によれば、次のような出来事があったとされている[6]。
  - ピーシーバンクの店頭で販売されていたジャンク品のマザーボードに、マハーポーシャのステッカーが貼られていたままだった。
  - ザ・グレイスフルの近所にあるゴミ捨て場に、マハーポーシャのエンブレムの付いたDOS/Vタワーケースが大量に廃棄されていた。
  - 3店（トライサル、ザ・グレイスフル、ピーシーバンク）とも、同じ場所に並んでビラ配りを行っていた。また、ビラの紙質もそれぞれよく似ているものが使われていた。
- 初期にショップを置いた場所のすぐ近くにはマヤ電機（秋葉原で初めて家電安売りを行った、家電ディスカウンターの草分け的存在）という電器店があった。しかし、その店舗名ゆえにマハーポーシャの関連企業と間違われる事が多くなり、営業妨害的なダメージを被った末に廃業となった[11]。
- 一般には社名の意味などが分からず、当初マスコミ報道では「マハーポー社」と誤植されることも多かった。
- 東京都足立区に、オウム真理教直営の「ハイパーシティ」というパソコン部品卸店があった。

## 店舗
いずれも1995年までに閉店。
- 南青山店（本社ビルにあった）
- 秋葉原店（現在は入居していたビルごとリバティー秋葉原4号店になっている）
- 大阪日本橋店
- 京都店
- 名古屋店
- 札幌店（三大都市圏以外では唯一の店舗。）

## グループ会社
- 黎明 - 世田谷区。コンピューター占いをおこなう屋台の店舗。新宿や渋谷で営業していた。